# 岡燕路
岡燕路（Gangyan Rd.）為高雄市岡山區的東西向道路，起端為岡山路，末端為介壽東路，是岡山區至燕巢區的重要道路。

## 行經行政區域
- 岡山區

## 沿線設施
（由西至東）
- 岡山車站
- 捷運岡山車站[3]
- 高雄市立岡山國民中學
- 勞動部勞動力發展署高屏澎東分署人才資源發展中心
- 內政部警政署保安警察第五總隊岡山營區
- 全聯福利中心岡山岡燕店

## 公共自行車
- 高雄市公共自行車租賃系統：
  - 岡山國中(岡燕路)：岡燕路/岡燕路240巷(旁人行道)
  - 捷運岡山車站(1號出口)：中山南路/岡燕路(東北側)

## 相關連結
- 高雄市主要道路列表